# 沙鹿玉皇殿
24°14′11″N 120°33′38″E / 24.236296°N 120.560469°E
沙鹿玉皇殿，是位於臺灣臺中市沙鹿區沙鹿里的玉皇上帝廟，為臺灣天公廟「三間半」之一。

## 沿革
建廟由來是先民何聲良於嘉慶八年（1803年）自泉州同安縣恭請玉帝神像來臺。被列為臺灣天公廟「三間半」之一。其餘為臺灣首廟天壇、新竹天公壇、與剩半間的元清觀。嘉慶十年（1805年）旱魃為虐，大肚中堡五十三庄民（今沙鹿鎮全部和梧棲、龍井、大肚部分村里），共議建廟供奉。
初期廟宇簡陋。同治十三年（1874年），沙轆士紳陳建廷捐款並募資修建。光緒十二年（1886年），彰化馬興陳元吉籌措擴建資金。同年官府立與平埔族相關的示禁碑，名為「遷善社番勒索示禁碑」。1918年陳時全籌資修建。1935年大地震，廟宇破損不堪，僅能搭建簡易的瓦舍供奉神明。1945年地方信士發起重建之議，因建資金難以籌措，先以原有建材，略加修葺，改建成瓦造建築。1968年廟貌年久失修，1971年竣工完成，增建後殿、禪房、金亭、戲台，並由總統蔣中正頒「護國佑民」匾額。九二一地震，廟貌略有損壞，得全體委員及信士支持，進而實施修建，將屋頂裝飾改為大型交趾陶作品。
2016年1月31日，臺中市政府社會局在此廟設立食物銀行，為臺中海線地區的第一家。今址為沙鹿里四平街123號。

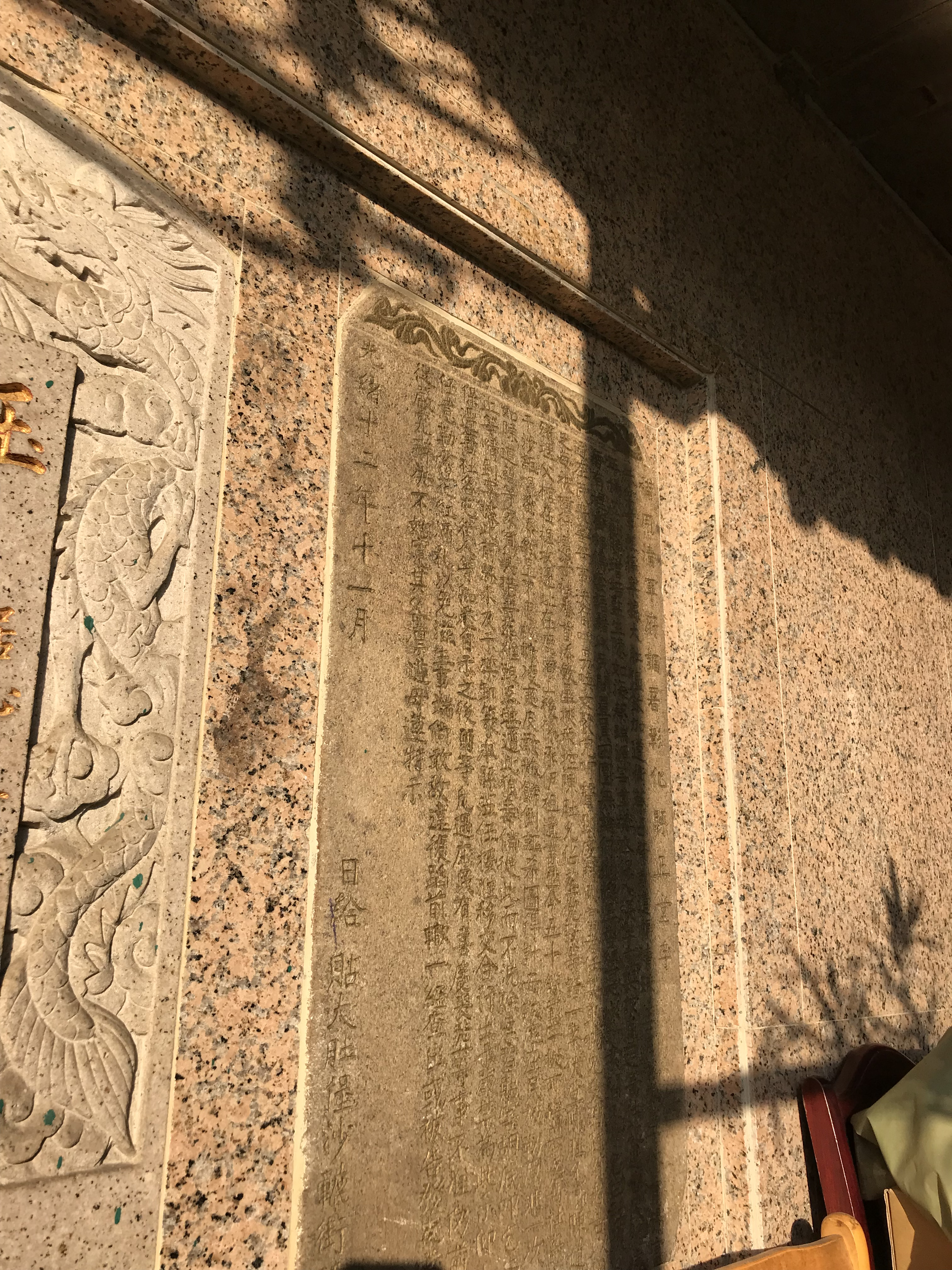
遷善社番勒索示禁碑

## 廟貌
廟建築傳承閩南風格。廟方還設有圖書館，供地方閱讀。廟身緊鄰供奉地藏王菩薩的普濟寺，外牆有遷善社番勒索示禁碑。過去沙鹿保安宮在旁邊。
廟前地面積十多坪，有兩棵百年老榕樹生長，原本多年來被攤販盤據營業，廟方歷經十多年協調向八名地主購得此地，做為休憩場所、機車停車場。
對聯為「玉藻有儀，以禮節容；皇天無親，唯德是輔。」、「玉闕赫聲，靈於東海；皇威揚聖，德兮南天。」

## 祭祀
主神玉皇上帝、配祀太子爺、南斗星君、北斗星君、張天師、王天君、玄天上帝等。其主神玉皇大帝的皇冠、手板與王天君神像的九節鞭，是以五十多兩的金牌熔解製成。
春節時安太歲信徒眾多，廟方還將信徒登記出生年次、依地址分冊歸檔，在2007年報導統計累積多達7千多人。大肚中堡五十三庄民會來此廟走春。至農曆正月初九，玉皇大帝誕辰時，信徒於家門前設香案，或到此廟上香膜拜祈福。

## 外部連結
- 官方网站